# Nemesis (film fra 2010)
|  | Denne artikel er oprettet af botten Steenthbot ud fra en ekstern database. Den kan derfor have sproglige fejl eller mangler. Denne skabelon kan fjernes efter kontrol af indholdet. |

 For alternative betydninger, se Nemesis (flertydig). (Se også artikler, som begynder med Nemesis)
Nemesis er en dansk kortfilm fra 2010 instrueret af Jesper Troelstrup og efter manuskript af Glenn Ringtved og Jesper Troelstrup.

## Handling
14-årige Thomas bliver mobbet af især Lasse, der tolker Thomas' evindelige toiletbesøg som tegn på onani-afhængighed og giver ham øgenavnet Gokke. Fantasien løber af med Lasse og hans to venner, som udråber Thomas til at være bøsse. Mobberiet udarter sig til en blodig hændelse i Thomas' hjem, og pludselig er det Lasse, der for alvor har fået problemer.

## Medvirkende
- Frej Spangsberg, Lasse
- Jonatan Tulestedt, Torp
- Benjamin Engell, HT
- Joshua Berman, Thomas alias Gokke
- Kim Bodnia, Betjent Dahl
- Magnus Bruun, Betjent Buus
- Andrea Vagn Jensen, Thomas' mor
- Camille Rommedahl, Sygeplejerske
- Ejnar Hans Jensen, Overlægen
- Klaus Hjuler, Idrætslærer